# 罗伯特·韦伯
罗伯特·帕特里克·韦伯（英語：Robert Patrick Webb，1972年9月29日—），是一名英国喜剧演员和作家。他与大卫·米切尔组成喜剧二人组“米切尔和韦伯”。
韦伯和米切尔主演了第四台的情景喜剧《窥视秀》，韦伯在剧中扮演杰里米·“杰兹”·乌斯伯恩。

## 个人生活
2006年，韦伯与喜剧演员阿比盖尔·伯德斯（Abigail Burdess）结婚，他的喜剧搭档大卫·米切尔是伴郎。他和妻子曾一起合作制作了英國廣播公司第二台喜剧节目《荒凉百宝店》 。他们有两个女儿。
韦伯在2017年的回忆录《如何不做男孩》中透露自己是双性恋。